# Viktor Schneider
Viktor Schneider   () fou un esquiador de fons alemany que va competir durant la dècada de 1920.
El seu principal èxit esportiu fou la medalla de bronze en la cursa dels 18 quilòmetres al Campionat del Món d'esquí nòrdic de 1927.